# 中居大悟に言いたい人々
『中居大悟に言いたい人々』（なかいだいごにいいたいひとびと）は、TBS系列で不定期に放送されていたバラエティ番組である。中居正広と大悟（千鳥）の冠番組。

## 出演者

### MC
- 中居正広
- 大悟（千鳥）

### 進行
- 田村真子（TBSアナウンサー）

## 放送リスト
| 弾 | 放送日              | 曜日   | 放送時間（JST） | 番組タイトル           | 放送枠        | ゲスト                                                                                             | 備考 |
| -- | ------------------- | ------ | --------------- | ---------------------- | ------------- | -------------------------------------------------------------------------------------------------- | ---- |
| 1  | 2022年8月22日・29日 | 月曜日 | 23:56 - 0:55    | 中居と大悟を口説く夜   | 月バラナイト  | |      |
| 2  | 2023年9月16日       | 土曜日 | 14:00 - 14:54   | 中居大悟と言いたい女   | 土曜☆ブレイク | 野呂佳代、高橋成美                                                                                 |      |
| 3  | 2024年2月19日       | 月曜日 | 19:00 - 21:00   | 中居大悟に言いたい人々 | -             | 北斗晶、池田美優、長嶋一茂 VTRゲスト：平子祐希（アルコ＆ピース）、梅沢富美男、宮舘涼太（Snow Man） |      |
| 4  | 2024年4月15日       | 月曜日 | 19:00 - 21:00   | 中居大悟に言いたい人々 | -             | 長嶋一茂、麻木久仁子、大島美幸（森三中） VTRゲスト：Matt、すみれ、萬田久子、中岡創一（ロッチ）     |      |

## スタッフ
- ナレーター：津野まさい
- 構成：上枡汀那、あだち昌也、桜井慎一【上枡・桜井→#3-】
- TM：中村全希【#2-】
- TD：村井陽亮【#2-】
- VE：池田麻鈴【#4】
- カメラ：佐藤光一【#4】
- 音声：前田侑里【#3-】
- 照明：髙野海勇【#2-】
- 美術プロデューサー：清水久
- 美術デザイナー：西出衣織、田路健斗【田路→#4】
- 美術ディレクター：高山彩佳【#2-、#1は美術制作】、海老原修一【#4】
- 装置：相良比佐夫、沼尻虎太郎【沼尻→#2-】
- 装置操作：砂川祐馬、今井凪【共に#2-】
- 電飾：渡邉竜明
- アクリル装飾：吉原正典【#2-】
- 装飾：森田琴衣【#2-】
- ヘアメイク：馬場恵子【#2-】
- 消えもの：伊藤佳明【#2-】
- イラスト：中村サトル【#2-】
- リサーチ：土屋賢人【#3-】
- 編集：新部裕司【#2-】
- CG：高山正幸【#2-】
- MA：的池将【#3-】
- 音効：高津浩史【#2-】
- 技術協力：SAIKON【#2-、#1は編集・MA】、EYEZEN【#2-】、エスユー、VlC【共に#3-】
- ロケ協力：DAM第一興商【#3】
- 編成：小島健之【#2-】
- 宣伝：山岸信良【#2-】、萩野谷剛【#3-】
- TK：滝本優子
- デスク：大澤麻子
- AD：関口葵聖来【#3-】、綾小路千尋、大場夏美【共に#4】、佐伯祐太【#2-】、増田涼、亀川夢乃【共に#3-】、中村都、赤間翔【共に#4】
- AP：吉田亜美【#3-、#2はプロデューサー】、伊藤瑛梨、嶋唯菜【共に#3-】
- ディレクター：笹尾充（SION）【#1-2,2,4】、吉田直也【#3-】、遠藤徹（ダイジョブス）【#1-2-】、中山健志、柏田雄二、高橋立志【共に#3-】、渡邉巽（ROFL）【#4】
- 演出：山口耕平（SION）【#1-2-】、横山健一（スクイズ）、倉田敬之（ROFL）【共に#3-】
- 総合演出：軸原資雄
- プロデューサー：髙宮望、加藤丈博、菅沼明子（SION）、渡邊奈津子・橋本伸行（ROFL）【菅沼→#2-、#1-2は制作プロデューサー、渡邊・橋本→共に#3-】
- 制作協力：SION【#1-2-】、ROFL【#3-】
- 制作：TBSテレビコンテンツ制作局バラエティ制作二・三部
- 製作著作：TBS

### 過去のスタッフ
- 構成：町山広美【#1,2】
- TM：鈴木博之【#1】
- TD：中村年正【#1】
- VE：平子勝隆【#1,2】、北澤希美【#3】
- カメラ：間島啓輔【#1-3】
- 音声：松浦絵理【#1】、井上奈央子【#2】
- 照明：斉藤宏司【#1】
- 美術デザイナー：平本健太【#2,3】
- 美術ディレクター：小坂青一郎【#2】
- 操作：石川清大【#1】
- アクリル装飾：森美男、山田彩月【共に#1】
- ヘアメイク：大桶恭子【#1】
- イラスト：テクノカットスタジオ【#3】
- CG：The King Maker【#1】
- 音効：岡田淳一【#1】
- MA：横田良孝【#2】
- 技術協力：株式会社テックサービス【#3】
- 編成：佐藤美紀【#1】
- 宣伝：小林恵美子、高岸奈々子【共に#1】、菊地美帆【#2】
- リサーチ：フォーミュレーション【#1】
- AD：可知学、櫻木愛那、宮本翔平【共に#1-1】、藤田純、端村歩乃花、木俣聖里奈【共に#1-2】、金子和生【#2】、土井皓太（SION）、山井寿紀、世羅匡央、佐手優斗【共に#3】
- AP：西本賀一【#1-1】、小笹美恵【#1-2】
- ディレクター：中澤俊幸（ジッピー）、藤巻聖、鶴巻昌宏、野間夕里、柴崎志穂【共に#1-1】、加藤杏（SION）【#2】、生駒真也、加藤侑甫【共に#3】
- 演出：高梨智子（ジッピー）【#1-1】
- 制作プロデューサー：二瓶剛・南里梨絵（ジッピー）【共に#1-1】
- プロデューサー：小原佑斗（SION）【#2】
- 制作協力：ジッピー・プロダクション【#1-1】